# Lògica
|  | Per a altres significats, vegeu «Lògica (desambiguació)». |

Aplicació lògica

La lògica és l'estudi dels sistemes de raonament que un ésser racional podria utilitzar per raonar. La lògica s'ocupa de determinar quines formes d'inferència i de demostració són vàlides i quines no, i per tal de fer-ho la noció central que estudia és la de conseqüència lògica. Tradicionalment, la lògica s'ha considerat una branca de la filosofia.
Com a ciència formal, la lògica estudia i classifica l'estructura de les proposicions i els arguments, tant a través de l'estudi de sistemes formals d'inferència com a través de l'estudi directe del raonament en llenguatge natural. Els temes involucrats en aquests estudis inclouen les fal·làcies, les paradoxes, la inducció, la causalitat, el raonament amb probabilitat, el raonament amb vaguetat i imprecisió, entre d'altres.
Antigament, configurava el Trivium en el sistema d'estudis medievals sota el nom de dialèctica i juntament amb la gramàtica i la retòrica. Des de mitjans del segle xix, la lògica formal ha esdevingut, a més d'una disciplina filosòfica, una disciplina matemàtica (la lògica matemàtica) que s'ha estudiat amb eines matemàtiques i amb la intenció d'establir una fonamentació per a les matemàtiques. En aquest context, la disciplina s'ha conegut també com a lògica simbòlica. Finalment, la lògica formal s'utilitza en la programació d'algorismes a la informàtica, en el desenvolupament de la computabilitat i l'automàtica, incloent-hi la domòtica, la intel·ligència artificial i les smart cities, per exemple.

## Etimologia
És un terme que prové del grec clàssic λόγος logos; i que significava paraula, pensament, idea, argument, explicació, raó o principi.

## La naturalesa de la lògica
Hem dit que el concepte central que estudia la lògica és la relació de conseqüència lògica. Informalment ho podem expressar de diverses maneres. Donat un conjunt de proposicions (les premisses) i una proposició (la conclusió) podem dir que les premisses tenen com a conseqüència lògica la conclusió si aquesta se segueix de les premisses, o si les premisses constitueixen una bona justificació per a la conclusió, o el raonament que comença amb les premisses i acaba amb la conclusió és lògicament vàlid. Aquesta relació s'ha explicat de diverses maneres que, generalment, parteixen d'una mateixa idea bàsica: entre unes premisses i una conclusió hi ha relació de conseqüència lògica si, i només si, no és possible que les premisses siguin vertaderes i, en canvi, la conclusió sigui falsa.
La forma també és una noció central per a la lògica perquè permet estudiar la conseqüència lògica. Ha rebut diversos tractaments. En particular, la lògica simbòlica ho ha fet a través de llenguatges simbòlics, mentre que la lògica tradicional aristotèlico-medieval ho ha fet a través de la sil·logística.
- La lògica informal o dialèctica estudia el raonament fet en llenguatge natural sense fer-ne una formalització. Una branca molt significativa és la que es dedica a les fal·làcies. Els diàlegs de Plató[2] en són un exemple clàssic.

- La lògica formal estudia la inferència a través de sistemes formals que fan abstracció del contingut de les proposicions i es fixen només en llur forma. Les primeres regles de lògica formal foren descrites per Aristòtil.[3] A grans trets, podem dir que a tot sistema formal li correspon determinar un llenguatge (natural o artificial) en què es formulen les proposicions, uns enunciats que es consideren vertaders i que no cal demostrar (els axiomes) i unes regles d'inferència que permeten obtenir nous enunciats a partir d'enunciats ja justificats. Aquells enunciats que es poden demostrar simplement a partir dels axiomes i les regles d'inferència (és a dir, sense l'ús de premisses suplementàries) són els teoremes del sistema.

- La lògica simbòlica és la part de la lògica formal que opera només amb llenguatges simbòlics artificials especialment dissenyats per captar només els aspectes formals de la inferència.[4][5] Normalment la lògica simbòlica es divideix en dues branques: lògica proposicional o sentencial i lògica de predicats.

- La lògica matemàtica és l'extensió de la lògica simbòlica a àrees que, sia perquè tenen una voluntat de fonamentació o sia perquè n'usen mètodes i resultats, són d'interès per (o àdhuc pertanyen a) les matemàtiques o la informàtica, com ara la teoria de models, la teoria de la prova, la teoria de conjunts, i la teoria de la recursió, altrament dita teoria de la computabilitat.

### Consistència, correcció i completesa
Algunes de les propietats més importants que pot tenir un sistema formal són les següents:
- Consistència: el sistema és lliure de contradiccions, és a dir, les proposicions que permet justificar són lògicament compatibles entre si i no és possible derivar cap contradicció.

- Correcció: el sistema només permet derivar proposicions que són conseqüència lògica de les premisses que s'han utilitzat en la derivació, és a dir, no permet derivar una proposició falsa a partir de premisses vertaderes. Per tant, si un sistema és correcte i té axiomes vertaders, aleshores tots els teoremes que permet demostrar són també vertaders, i totes les conseqüències que permet derivar de premisses vertaderes també són vertaderes. D'aquesta manera la relació de derivabilitat en un sistema formal correcte és una relació de conseqüència lògica.

- Completesa: donat qualsevol conjunt de premisses, el sistema permet derivar totes les proposicions que en són conseqüència lògica.

Val a dir que no tots els sistemes formals gaudeixen d'aquestes tres bones propietats. De fet, els cèlebres treballs de Kurt Gödel mostraren que no hi ha cap sistema útil per a l'aritmètica que sigui a la vegada consistent i complet.

### Raonament deductiu i inductiu
En tot el que hem dit fins aquí fèiem referència només al raonament deductiu, és a dir, a aquell que estudia la relació de conseqüència lògica entre un conjunt de premisses i una conclusió. Tanmateix, cal tenir en compte que tradicionalment també s'ha considerat un altre tipus de raonament, el raonament inductiu, que típicament deriva generalitzacions acceptables a partir d'observacions empíriques. Aquest altre tipus de raonament també ha estat objecte d'estudi per la lògica. Per tant, cal distingir curosament entre la validesa deductiva i la validesa inductiva. Hem dit que una inferència és deductivament vàlida si, i només si, no és possible que les premisses siguin vertaderes i la conclusió sigui falsa. Així, la inferència deductiva o conseqüència lògica rep un tractament purament semàntic. La validesa inductiva, en canvi, requereix aclarir què és una generalització acceptable a partir d'un conjunt d'observacions empíriques. Aquest concepte s'ha intentat elucidar des de diversos punts de vista, alguns més formals que d'altres, i de vegades han donat lloc a definicions que involucren models probabilístics.

### Concepcions diferents de la lògica
Com hem vist fins ara, la lògica va sorgir de la preocupació per la correctesa de l'argumentació. Els lògics moderns normalment volen assegurar-se que la lògica estudia tan sols aquells arguments que es desprenen de formes generals apropiades d'inferència. Així doncs, per exemple, l'Enciclopèdia Stanford de Filosofia diu de la lògica que no cobreix, tanmateix, la totalitat dels bons raonaments. Aquesta és la tasca de la racionalitat. Més aviat, la lògica tracta amb inferències de les quals es pot determinar l'origen de la seva validesa en les característiques formals de les representacions que estan involucrades en aquesta inferència, sigui aquesta lingüística, mental, o d'un altre tipus.
Com a contrast, Immanuel Kant va argumentar que la lògica s'hauria de concebre com a ciència del judici, una idea recollida en les obres lògiques i filosòfiques de Gottlob Frege, on el pensament (en alemany: gedanke) se substitueix pel judici (en alemany: urteil). Seguint aquesta concepció, les inferències lògiques vàlides se seguirien de les característiques estructurals del judici o dels pensaments.

## Història
L'origen de la lògica, en la tradició filosòfica occidental, es remunta al segle iv aC, quan Aristòtil la posa com a base del seu sistema filosòfic, per ser una matèria indispensable per a qualsevol altra ciència. Encara que tal com va ser concebuda pel savi grec era bastant rígida, va romandre inalterada fins al segle xix. Encara que Leibniz (1646 - 1716) li donà un cert impuls, dins una postura conservadora, va ser Boole (nat el 2 de novembre de 1815 a Lincoln, Lincolnshire, Anglaterra-mort el 8 de desembre de 1864 a Ballintemple, County Cork, Irlanda) qui, amb alguns altres, començà a relacionar-la directament amb les matemàtiques.
La lògica contemporània, tal com s'entén avui, va sorgir dels treballs de Frege (1848 -1925) i Peano (1858 - 1932). Aquests treballs es veieren com la culminació del procés de formalització de les matemàtiques, començada per Isaac Newton i Leibnitz, creadors del càlcul infinitesimal, que després desenvoluparien Cauchy (1789 – 1857), i Gauss (1777 – 1855), entre d'altres, que cada vegada abastava conceptes més generals i abstractes.
Dedekind (1831 – 1916), Riemann (1826– 1866), Weierstrass (1815 – 1897) sistematitzaren les matemàtiques fins al punt de mostrar que es podien construir essencialment a partir dels nombres naturals, i els conceptes fonamentals de la teoria de conjunts.
L'obra de Frege i Peano havia de ser la culminació d'aquest procés: provaren de donar regles precises per determinar completament la labor del matemàtic, bo i explicitant tant els punts de partida com els mètodes per deduir nous resultats. Si només hagués estat així, la Lògica seguiria essent una curiositat reservada als matemàtics amb inclinacions filosòfiques, però a finals del segle xix Georg Cantor creà i desenvolupà la part més general i abstracta de la matemàtica moderna: la teoria de conjunts.
No va passar gaire temps fins que el mateix Cantor, i d'altres, descobriren contradiccions a la teoria de conjunts. L'exemple més simple fou trobat per Bertrand Russell: segons la teoria de Cantor es pot parlar de qualsevol conjunt d'objectes si s'especifiquen els seus elements sense ambigüitat. Per tant, podem considerar el conjunt R, els elements del qual són exactament aquells conjunts que no són elements d'ells mateixos. Per tant, si R és un element d'ell mateix, per definició, no podria ser-ho, i viceversa. Resulta que R no pot pertànyer a ell mateix com a element ni no fer-ho. Tot això contradiu la lògica més elemental. Es podria pensar que això no és més que una ximpleria, però el que passa és que contradiccions similars afecten conjunts no tan artificials i recercats com el conjunt R.
La primera mostra de la importància de la Lògica fou un fracàs estrepitós. Frege havia creat un sistema que pretenia regular qualsevol raonament matemàtic. Russell observà que la paradoxa esmentada podia ser provada seguint el sistema de Frege, així com qualsevol afirmació, la qual cosa tornava aquestes regles totalment inútils. Amb el temps sorgiren substituts als treballs de Frege. El primer va ser els Principia Mathematica de Whitehead (1861 – 1947) i Russell, de gran complexitat lògica. Després vindrien les teories de conjunts de Zermelo-Fraenkel (ZF), i de von Neumann-Bernays-Gödel (NBG). Ambdues permeten deduir tots els teoremes matemàtics a partir dels seus principis bàsics (axiomes), sense que, fins ara, s'hagi trobat cap contradicció.

## Temes

### Lògica sil·logística

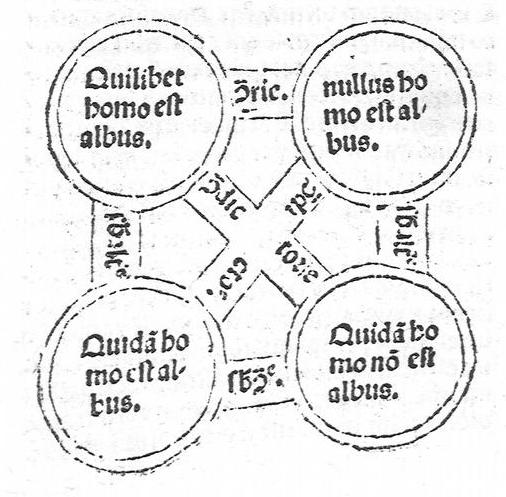
Gravat del representant el Quadre d'oposició dels judicis.

L’Organon va ser l'obra principal de lògica d'Aristòtil, i dins d'aquest, els Primers analítics va ser el primer treball explícit en lògica formal. En aquesta obra s'introdueix el sil·logisme lògic. El sil·logisme estudia les conclusions com a proposicions que consten de dos termes, relacionats per un nombre fixat de relacions, i l'expressió de les inferències per mitjà de sil·logismes que consisteixen en dues proposicions que comparteixen una premissa comuna, i una conclusió, que és una proposició que involucra els dos termes de les premisses no relacionats.
L'obra d'Aristòtil va tenir una gran importància a l'època clàssica i al llarg del període medieval, on es va estudiar a fons, especialment des de la perspectiva escolàstica. Es van fer diverses crítiques a l'Organon: per exemple, Occam va estudiar la conveniència d'acceptar o no el principi del terç exclòs, pilar fonamental de la lògica aristotèlica. També es van estudiar sistemes lògics complementaris: els estoics van proposar un sistema de lògica proposicional, que va interessar a diversos lògics medievals.
Avui en dia, el sistema lògic aristotèlic, tot i tenir una gran importància històrica, ha quedat obsolet davant del desenvolupament de la lògica proposicional i el càlcul de predicats. No obstant això, encara s'utilitza en determinats aspectes de la teoria de l'argumentació, per establir preguntes crítiques en el funcionament d'esquemes d'argumentació, per exemple, en el camp legal o d'intel·ligència artificial.

### Lògica proposicional
El càlcul proposicional (també anomenat càlcul sentencial) és un sistema formal en què les fórmules que representen proposicions es poden formar combinant proposicions atòmiques mitjançant connectives lògiques. En la lògica proposicional, existeix un sistema de regles de prova formal que permet que certes fórmules es puguin establir com a teoremes.

### Lògica de predicats

Gottlob Frege, en la seva obra Begriffschrift va introduir la notació gràfica del quantificador. La figura representa que l'afirmació és certa.

La lògica de predicats és el nom genèric que reben els sistemes simbòlics formals com la lògica de primer ordre, la lògica de segon ordre o la lògica infinitista.
Mentre que la lògica sil·logística aristotèlica especificava la forma dels judicis involucrats en una deducció, la lògica de predicats permet que les sentències siguin analitzades com a premissa i argument de formes diferents, de manera que soluciona així el problema de generalitat múltiple que preocupava els lògics medievals. La lògica de predicats proporciona una explicació dels quantificadors prou general per expressar un conjunt més ample dels arguments utilitzats en el llenguatge natural.
El desenvolupament de la lògica de predicats s'atribueix normalment a Gottlob Frege, a qui també es reconeix com un dels fundadors de la filosofia analítica, però la formulació de la lògica de predicats més utilitzada avui en dia és la lògica de primer ordre presentada als Principis de lògica matemàtica de David Hilbert i Wilhelm Ackermann, el 1928. La generalització analítica de la lògica de predicats va permetre la formalització de les matemàtiques, va dirigir la investigació en teoria de conjunts, i va obrir camí per al tractament de teoria de models d'Alfred Tarski. No és una exageració afirmar que representa els fonaments de la lògica matemàtica moderna.
El sistema original de lògica de predicats de Frege no era de primer, sinó de segon ordre. La lògica de segon ordre està defensada especialment per George Boolos i Stewart Shapiro, davant les crítiques de Willard Van Orman Quine i d'altres.

### Lògica modal
En general, el terme modal es refereix al fet que es pot modificar la semàntica de certes parts d'una oració fent servir verbs o complements específics. Per exemple, no és el mateix "Anem a jugar" que "Hauríem d'anar a jugar", "Podríem anar a jugar" o fins i tot "Anirem a jugar". De forma més abstracta, podem afirmar que la modalitat té a veure amb les circumstàncies en què donem per satisfeta una afirmació. Per la seva naturalesa, aquest problema està molt emparentat amb la lògica multi-avaluada, on no s'admet la bivalència clàssica (una proposició o bé és certa, o bé és falsa), sinó que s'amplien els graus de veritat: cert, fals, desconegut en el cas de Lukasiewicz, i rep altres tractaments per part de Kleene.
L'estudi lògic de la modalitat es remunta fins a Aristòtil, que tracta la paradoxa lògica de la contingència futura: per exemple, oracions del tipus "Demà hi haurà una batalla naval, o no n'hi haurà cap". Segons el principi del terç exclòs, aquesta proposició sempre és certa, ja que efectivament, sempre es dona una de les dues possibilitats. Tanmateix, aquesta forma d'analitzar-ho no resulta satisfactòria, ja que no sabem del cert que cap de les dues afirmacions ("hi haurà una batalla", o bé "no hi haurà cap batalla") pugui ser certa. Això planteja la possibilitat d'introduir operadors modals que es refereixin al grau de certesa de cada proposició: és possible que demà hi hagi una batalla, o bé és segur que demà hi haurà una batalla. No obstant això, Aristòtil no aprofundeix en aquesta direcció.
Durant l'edat mitjana, hi haurien alguns intents d'estudiar com es modificava la lògica introduint aquests operadors: la idea respon al concepte medieval de contingència enfront del de necessitat. Guillem d'Occam, per exemple, tractaria d'estudiar aquest tipus de lògica. Leibniz, i contemporàniament Deleuze, tractarien problemes similars.
Amb la preocupació pels fonaments de les matemàtiques de principis de segle xx, aquest problema s'entroncaria amb les concepcions diferents de les matemàtiques que sorgien: per exemple, l'intuïcionisme, i donaria diversos fruits. Amb les investigacions de Clarence Irving Lewis, el 1918, la modalitat s'ampliaria per incloure la lògica epistèmica. Amb la feina d'Arthur Prior, també es va poder tractar la lògica temporal com un tipus de lògica modal. Saul Kripke, amb la seva teoria després anomenada semàntica de Kripke, va revolucionar les eines formals disponibles per als lògics, i proporcionava una forma de tractar la modalitat fent servir grafs que tindria nombroses aplicacions en lingüística computacional i informàtica, com ara la lògica dinàmica.
Desenvolupaments posteriors de la lògica, com ara la lògica borrosa o la lògica quàntica, que incorporen nocions de vaguetat sobre el valor de veritat de les proposicions, es poden veure com a extensions més complexes de la idea fundacional de la lògica modal.

### Lògica matemàtica
La lògica matemàtica tracta dues àrees de recerca diferents: la primera és l'aplicació de les tècniques de lògica formal a les matemàtiques i al raonament matemàtic, i la segona, en direcció contrària, a l'aplicació de tècniques matemàtiques per a la representació i l'anàlisi de la lògica formal.
Tot i que l'ús interrelacionat de matemàtiques i lògica es remunta a l'antiga Grècia, l'aposta més decidida per aplicar la lògica a les matemàtiques és el logicisme, defensat per lògics com Gottlob Frege i Bertrand Russell: la idea és que els teoremes matemàtics són tautologies lògiques, i el programa volia demostrar-ho reduint les matemàtiques a la lògica. Els diversos intents de dur-ho a terme van ser fracassos, des del projecte de Frege en el seu Grundgesetze, desmuntat per la paradoxa de Russell, a la desfeta del programa de Hilbert pel teorema d'incompletesa de Gödel.
Tant el programa de Hilbert com la refutació que provindria de Gödel es basaven en l'altra àrea de recerca de la lògica matemàtica, l'aplicació de les matemàtiques a la lògica, seguint la teoria de la prova. Encara que els teoremes d'incompletesa de Gödel siguin negatius, el teorema de completesa, un resultat de teoria de models, mostra com de prop va estar el logicisme de ser cert: fins i tot teories matemàtiques definides rigorosament es poden capturar exactament per una teoria lògica de primer ordre.
La teoria de la prova i la teoria de models són fonaments de la lògica matemàtica, però també en són pilars la teoria de conjunts i la teoria de la recursió. La teoria de conjunts s'origina en l'estudi de l'infinit de Georg Cantor, i ha estat la font de molts dels problemes més importants en lògica matemàtica, com ara l'estatus de l'axioma de l'elecció, i la independència de la hipòtesi del continu, o més recentment, el debat sobre els axiomes dels grans cardinals.
La teoria de la recursió captura la idea de la computació en termes lògics i aritmètics. Els problemes resolts més importants en aquest camp són la indecibilitat de l'Entscheidungsproblem (El problema de la decisió) d'Alan Turing, i la tesi de Church-Turing. Avui en dia, la teoria de la recursió s'ocupa del problema de definir classes de complexitat -quan un problema és resoluble de forma eficient?, P versus NP- i la classificació dels graus de no resolubilitat.

## Lògica filosòfica
La lògica filosòfica es refereix a les descripcions formals de la llengua natural. La majoria dels filòsofs suposen que la major part del raonament "normal" adequat pot ser interpretat per la lògica, si es pot trobar el mètode adequat per traduir el llenguatge ordinari en aquesta lògica. La lògica filosòfica és essencialment una continuació de la disciplina tradicional anomenada «lògica» abans de la invenció de la lògica matemàtica. La lògica filosòfica té una major preocupació per la relació entre el llenguatge natural i lògica. Com a resultat, els lògics filosòfics han contribuït en gran manera al desenvolupament de les lògiques no estàndard (per exemple, la lògica lliure, lògica tensa), així com diverses extensions de la lògica clàssica (per exemple, lògica modal), i la semàntica no estàndard per a aquestes lògiques (per exemple, la tècnica Kripke de superavaluacions en la semàntica de la lògica).
La lògica i la filosofia del llenguatge estan estretament relacionades. La filosofia del llenguatge té a veure amb l'estudi de com el llenguatge participa i interacciona amb el nostre pensament. La lògica té un impacte immediat en altres àrees d'estudi, com ara la relació entre la lògica i el llenguatge comú que pot ajudar una persona a estructurar millor els seus propis arguments i criticar els arguments dels altres. Molts dels arguments populars estan plens d'errors a causa del fet que moltes persones no estan entrenades en la lògica i el coneixement de com formular un argument correctament.
El principal mètode que s'utilitza és la desfamiliarització, el qual no dona per pressuposat que els actes humans no són senzills analitzant les estructures del comportament.

## Crítiques a la lògica
Hegel va ser molt crític respecte a la noció simplificada del principi de la no-contradicció, relacionat amb la llei del terç exclòs. Està basat en la idea de Leibniz que aquesta llei lògica requereix especificar des de quin punt de vista s'afirma que una proposició no es pot contradir amb ella mateixa. Per exemple, tant es pot afirmar que un edifici es mou com que no es mou, segons si es pren com a base el sistema solar o bé la Terra. En la dialèctica hegeliana, la llei de la no-contradicció i de la identitat no es poden afirmar de forma independent.
Hegel va desenvolupar la seva pròpia lògica, que estenia la lògica transcendental de Kant, però que alhora pretenia ser concreta, assegurant que "ni al cel ni a la terra, ni al món mental o la natura, hi ha res com un abstracte "o això, o allò", com manté el nostre enteniment. Tot el que existeix és concret, per diferència i oposició en si mateix."
També Nietzsche va criticar la concepció lògica tradicional: "La lògica, també, se sustenta sobre assumpcions que no es corresponen a res en el món real"

## Lògica computacional

Diagrama de les comportes lògiques

La lògica computacional  és la mateixa lògica matemàtica aplicada al context de les ciències de la computació. El seu ús és fonamental a diversos nivells: en els circuits computacionals, a la programació lògica i a l'anàlisi i optimització (de recursos temporals i espacials) d'algorismes.

### Circuits computacionals
El nivell menys abstracte dins d'un ordinador està constituït per circuits electrònics que responen a diferents senyals elèctrics, seguint els patrons de la lògica booleana, és a dir, comportes lògiques que tornen un valor depenent de les entrades que es donen al sistema. Hi ha vuit comportes lògiques bàsiques amb les quals es poden formar sistemes molt complexos: AND, OR, Inverter, Buffer, NAND, NOR, XOR i XNOR. Totes elles es representen mitjançant un símbol i una taula de valors de veritat, que és simplement un quadre on s'ubiquen totes les possibles entrades i els valors que tornaria la comporta donats aquests valors.
Tot sistema computacional, per molt complex que sigui, no està compost per més que circuits electrònics que únicament entenen un llenguatge binari. La lògica computacional s'encarrega de modelar i optimitzar aquests sistemes a aquest nivell.